# 許進雄
許進雄（1941年—2025），當代文字學家，出生於台灣高雄，加拿大多倫多大學東亞系博士。曾任皇家安大略博物館研究員、多倫多大學東亞系教授、台灣大學、世新大學教授。研究領域為甲骨學、中國古文字學、中國古代社會、博物館學。
許進雄在台大中文研究所畢業後，在1968年受聘為加拿大多倫多市皇家安大略博物館遠東部整理館藏的商代甲骨文，並於期間攻讀多倫多大學東亞系，1974年取得博士學位，1977年開始在多倫多大學教授中國文字學、經學史、中國古代社會等課程。1996年退休，返台任台灣大學中文系教授，2005年退休後轉任世新大學中文系教授。
許進雄專精甲骨文，發現甲骨鑽鑿型態斷代法，安陽博物館甲骨展覽廳評為甲骨學最有貢獻的二十五名學者之一。著作《中國古代社會》有英、韓文譯本。

## 主要著作
- 《卜骨上的鑿鑽形態》（台北：藝文印書館，1973）
- 《甲骨上鑿鑽形態的研究》（台北：藝文印書館，1979）
- 《中國古代社會：文字與人類學的透視》（台北：臺灣商務印書館，1988；修訂版，1995；修訂三版，2013；簡體字版，北京：中國人民大學出版社，2008）

［英文版］許進雄、Alfred Ward譯：Ancient Chinese society: An epigraphic and archaeological interpretation（三藩市：美國藝文印書館，1984）
［韓文版］洪熹譯：「중국고대사회: 文字와人類學의透視」（漢城：東文選，1991）
［韓文版］嶺南大學中國研究室譯：「중국고대사회: 문자학과 고고학적 해석에 입각하여」（慶州：嶺南大學，1993）
- 《古事雜談》（台北：臺灣商務印書館，1992；二版，201306；三版，2014）
- 《古文諧聲字根》（台北：臺灣商務印書館，1995）
- 《簡明中國文字學》（台北：學海出版社，2000；簡體字修訂版，北京：中華書局，2009）
- 《中華古文物導覽》（台北：國家出版社，2006；簡體字增訂版更名《文物小講》，北京：中國人民大學出版社，2008；再版，北京：中央編譯出版社，2016）
- 《許進雄古文字論集》（北京：中華書局，2010）
- 《文字小講》（台北：臺灣商務印書館，2014；簡體字版，天津：天津人民出版社，2016）
- 《博物館裡的文字學家》（台北：臺灣商務印書館，2017）
- 許進雄/著，Bianco/繪：《字字有來頭 文字學家的殷墟筆記01：動物篇》（新北：字畝文化，2017）
- 許進雄/著，Bianco/繪：《字字有來頭 文字學家的殷墟筆記02：戰爭與刑罰篇》（新北：字畝文化，2017）
- 許進雄/著，Bianco/繪：《字字有來頭 文字學家的殷墟筆記03：日常生活篇Ⅰ食與衣》（新北：字畝文化，2017）
- 許進雄/著，Bianco/繪：《字字有來頭 文字學家的殷墟筆記04日常生活篇Ⅱ 住與行》（新北：字畝文化，2017）
- 許進雄/著，Bianco/繪：《字字有來頭 文字學家的殷墟筆記05器物製造篇》（新北：字畝文化，2018）
- 許進雄/著，Bianco/繪：《字字有來頭 文字學家的殷墟筆記06人生歷程與信仰篇》（新北：字畝文化，2018）
- 許進雄/著，Bianco/繪：《字字有來頭：甲骨文簡易字典》（新北：字畝文化，2018）
- 《漢字與文物的故事：回到石器時代》（台北：臺灣商務印書館，2018）
- 《戰國重金屬之歌：漢字與文物的故事》（台北：臺灣商務印書館，2018）
- 《返來長安過一天：漢字與文物的故事》（台北：臺灣商務印書館，2018）
- 《紫禁城外一抹清脆：漢字與文物的故事》（台北：臺灣商務印書館，2019）
- 《文字學家的甲骨學研究室：了解甲骨文不能不學的13堂必修課》（台北：臺灣商務印書館，2020）
- 許進雄/著，Bianco Tsai繪：《新編進階甲骨文字典：甲骨文發現120周年紀念版》（新北：字畝文化，2020）
- 許進雄/著，Bianco Tsai繪：《文字學家的寫字塾 一寫就懂甲骨文：紀念甲骨文發現120周年》（新北：字畝文化，2020）

## 外部連結
- 許進雄網站 （页面存档备份，存于）（Blogger）
- 許進雄網站 （页面存档备份，存于）（Blogger）
- 殷墟書卷 （页面存档备份，存于）（PChome 個人新聞台 ）
- 許進雄的個人資料（國立台灣大學中國文學系）
- . 人間福報. 2010-10-30  [2011-12-29]. （原始内容存档于2020-02-01） （中文（臺灣））.